# Thomas Bruce (7. hrabia Elgin)

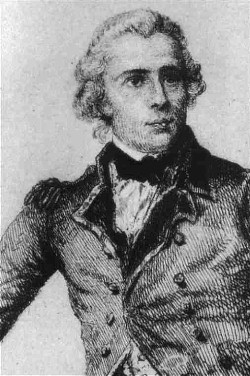
Thomas Bruce, 7. hrabia Elgin

Thomas Bruce, 7. hrabia Elgin i 11. hrabia Kincardine (ur. 20 lipca 1766 w Broomhall, zmarły w Fife 14 listopada 1841 roku w Paryżu) – brytyjski dyplomata. 
W latach 1799–1803 był posłem brytyjskim w Konstantynopolu. Znany jest dziś jako człowiek, który zlecił zdjęcie starożytnych rzeźb (tzw. marmurów Elgina) z ateńskiego Partenonu, które następnie wywiózł do Anglii. Prace te powodowały zniszczenia Partenonu, stosowano bowiem łomy, piły i materiały wybuchowe. Na określenie działalności lorda Elgina w języku francuskim uformował się nawet termin „elginizm” (elginisme) oznaczający rabunkowe pozbawianie historycznych obiektów architektonicznych ozdób rzeźbiarskich.
Rabunek marmurów nie przyniósł mu szczęścia – jego pobyt na Bliskim Wschodzie był wyjątkowo pechowy. Od najmłodszych lat Elgin cierpiał na dolegliwości, które dziś uważa się kiłę. Utrata nosa wskutek tej choroby sprawiła, że stał się celem wielu okrutnych żartów, a młoda żona znalazła sobie kochanka. Elgin rozwiódł się z nią w 1807 r., było to jednak skandalem. W 1810 ożenił się z Elżbietą (1790-1860), najmłodszą córką Jakuba Townsenda Oswalda z Dunnikier.
W 1810 r. Elgin, doprowadzony do bankructwa kosztami swojego przedsięwzięcia (szacowanymi na £75 000), zmuszony został do zaoferowania Koronie Brytyjskiej marmurów do sprzedaży. Już wówczas legalność i etyczna strona przedsięwzięcia Elgina budziły w Brytanii wątpliwości. Na zalecenie komisji parlamentarnej, marmury zostały zakupione przez Wielką Brytanię w 1816 r. za £35 000, znacznie poniżej poniesionych przez Elgina kosztów. Jego posiadłości były bardzo długo mocno obciążone długiem, dlatego jego syn James Bruce, 8. hrabia Elgin większość życia spędził za granicą.
Miał pięcioro dzieci: dwóch synów, w tym: Jamesa, późniejszego gubernatora generalnego Brytyjskiej Kanady i wicekróla Indii, i Fredericka Wright-Bruce, dyplomatę oraz trzy córki.
James, podobnie jak ojciec, okrył się niesławą jako europejski barbarzyńca i niszczyciel dzieł sztuki, gdy na jego rozkaz zniszczono Stary Pałac Letni pod Pekinem.